# Cesja meksykańska

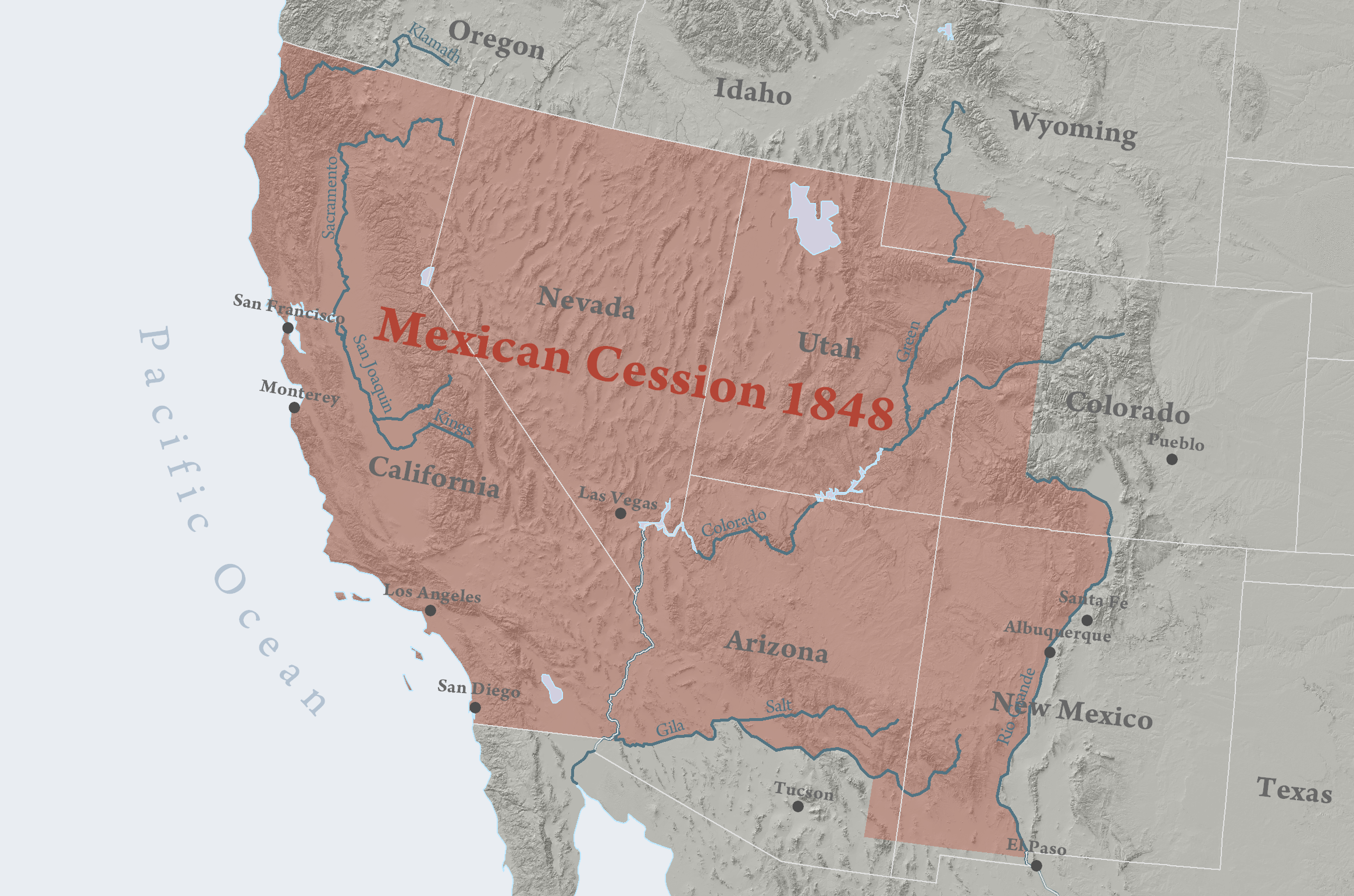
Cesja meksykańska w 1848 roku

Cesja meksykańska – wydarzenie polityczne w historii Stanów Zjednoczonych i Meksyku, które doprowadziło do przyłączenia Kalifornii i Nowego Meksyku do Stanów Zjednoczonych.
W myśl idei Objawionego Przeznaczenia James Polk pragnął powiększyć terytorium Stanów Zjednoczonych i w tym celu dokonał aneksji Teksasu. Spory, wynikające z zachodniej granicy Republiki Teksasu, wywołały wojnę z Meksykiem, która wybuchła w 1846 roku. Prezydent pragnął poprzez wojnę uzyskać od południowego sąsiada terytorium Nowego Meksyku i Kalifornii, które wcześniej usiłował odkupić za 30 milionów dolarów. Jeszcze w 1845 roku negocjacje z rządem meksykańskim prowadził John Slidell. Polkowi zależało na zdobyciu portów zachodniego wybrzeża, a także zapobieżeniu działaniom brytyjskim na tamtym obszarze. Rozpatrywano także zajęcie całego kraju, lecz z uwagi na niechęć do narodu meksykańskiego, zrezygnowano z tego pomysłu. Terytorium Nowego Meksyku znalazło się pod kontrolą wojsk amerykańskich około pół roku po rozpoczęciu wojny. Równolegle na terytorium Kalifornii wybuchła rewolucja Niedźwiedziej Flagi, dzięki której uformowała się tam Republika. W styczniu 1847 roku powstanie zostało stłumione przez oddział wojsk USA, co spowodowało, że cały obszar, o który Polk chciał rozszerzyć Stany Zjednoczone, znalazł się pod kontrolą United States Army. Rok później wojnę zakończył traktat z Guadalupe Hidalgo, wynegocjowany przez Nicholasa Trista. Na jego podstawie Meksyk scedował Górną Kalifornię i Nowy Meksyk na rzecz USA, a także potwierdził granicę Teksasu na rzece Rio Grande. W zamian Polk wypłacił południowemu sąsiadowi 15 milionów dolarów oraz około 3 miliony na pokrycie zobowiązań Meksykanów wobec Amerykanów. Cesja walnie przyczyniła się do opracowania klauzuli Wilmota, która opowiadała się za całkowitym zakazem niewolnictwa na wszystkich nowo przyłączonych terenach.